# Josef Häupl
Josef Häupl (* 6. Januar 1926 in Pram; † 2. Juli 1984 in Linz) war ein österreichischer Maler.

## Leben und Wirken
Sein Bruder ist der österreichische Kunstpädagoge, Maler, Grafiker und Bildhauer Engelbert Häupl. Engelbert Kliemstein widmete ihm eine Ausstellung in seiner Galerie. Einige Zeit lebte und arbeitete er im Egon-Hofmann-Haus.

## Werke
- Haus im Garten, Ölgemälde, Oberösterreichisches Landesmuseum

## Ausstellungen
- Das Umfeld, Kliemsteinhaus (2006)
- Tür an Tür, Atelierhaus der Wirtschaft OÖ., Nordico, Stadtmuseum der Stadt Linz (2008)
- Sonderausstellung Engelbert und Josef Häupl, Ein- und Rückblicke in das künstlerische Schaffen der beiden Brüder aus Pram, Furthmühle in Pram (2012)